# تعلقه لطیف‌آباد
تعلقه لطیف‌آباد (به انگلیسی: Latifabad Taluka) یک تعلقه یا تحصیل در پاکستان است که در ایالت سند واقع شده‌است. تعلقه لطیف‌آباد ۱٬۰۰۰٬۷۶۱ نفر جمعیت دارد.